# 归国哈侨
歸國哈僑，是哈薩克斯坦當局的官方術語，指该国獨立後从他国移民至该国的哈薩克族，主要来源于与哈萨克斯坦鄰近的中國、蒙古國、烏茲別克斯坦、俄羅斯和吉爾吉斯斯坦等国，也有少数是来自土耳其、伊朗、阿富汗和巴基斯坦等哈萨克族人口很少的国家。

## 分佈
歸國哈薩克族通常定居在哈薩克斯坦邊境，來自烏茲別克斯坦和吉爾吉斯斯坦的歸國哈薩克族通常住在南方，而來自中國和蒙古歸國哈薩克族都集中在東部。政府傾向於把歸國哈薩克人安置在俄羅斯人佔多数的北方州，並為他們提供了更多的好處，但是歸國哈僑本身偏好居住在不太需要使用俄語的地区。

## 福利
根據哈薩克法律（哈薩克共和國“關於人口遷移”的法律），歸國哈僑享有某些福利。主要包括：
- 政府協助找工作、提高資格和掌握新職業
- 為哈薩克語的學習創造條件
- 按照哈薩克共和國立法規定的方式免於在武裝部隊中服役
- 中等職業及高等職業教育機構入學名額分配;
- 在學校、學前組織以及社會保護機構為有需要的人提供場所;
- 支付養老金和福利
- 落實那些恢復公民身份的人獲得對大規模政治鎮壓受害者的賠償的權利
- 免除簽發進入哈薩克共和國簽證的領事費
- 依法免費接受有保證的醫療服務
- 為哈薩克共和國公民提供國家定向援助
- 跨境流動而不徵收關稅和稅款
- 免費前往永久居住地和運輸財產（包括牲畜）
- 分配資金，用於在抵達地購買住房和支付一次性福利。

## 語言
歸國哈僑往往面臨由於俄語能力不足面對難以融入當地勞動力市場和日常交際的問題。
他們有些人因不適應幾年後又回到出走國。